# 舒瓦瑟爾島

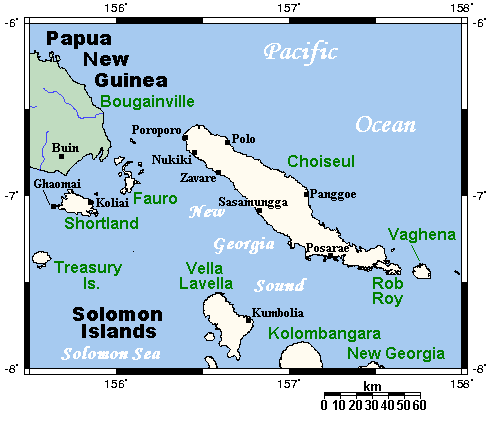
舒瓦瑟爾島與鄰近島嶼

舒瓦瑟爾島是太平洋所羅門群島舒瓦瑟爾省的島嶼，座標7°5′S 157°0′E / 7.083°S 157.000°E，面積2,971平方公里，是舒瓦瑟爾省最大島嶼。1932年奧地利人類學家和攝影師Hugo Bernatzik扺達舒瓦瑟爾島，把島上居民的傳統記錄在數年後出版的民族誌內。